# Karl von Bombelles
Karl Albert hrabě von Bombelles (zvaný Charly) (německy Carl Albert Maria Graf von Bombelles) (17. srpna 1832 Turín – 29. července 1889 Rodaun, dnes součást Vídně) byl rakouský šlechtic francouzského původu, důstojník c. k. námořnictva a dvořan. Od dětství se pohyboval v bezprostřední blízkosti císařské rodiny a zastával vysoké funkce u několika arcivévodů. Souběžně sloužil u námořnictva, kde nakonec dosáhl hodnosti viceadmirála. V letech 1877–1889 byl nejvyšším hofmistrem korunního prince Rudolfa.

## Biografie

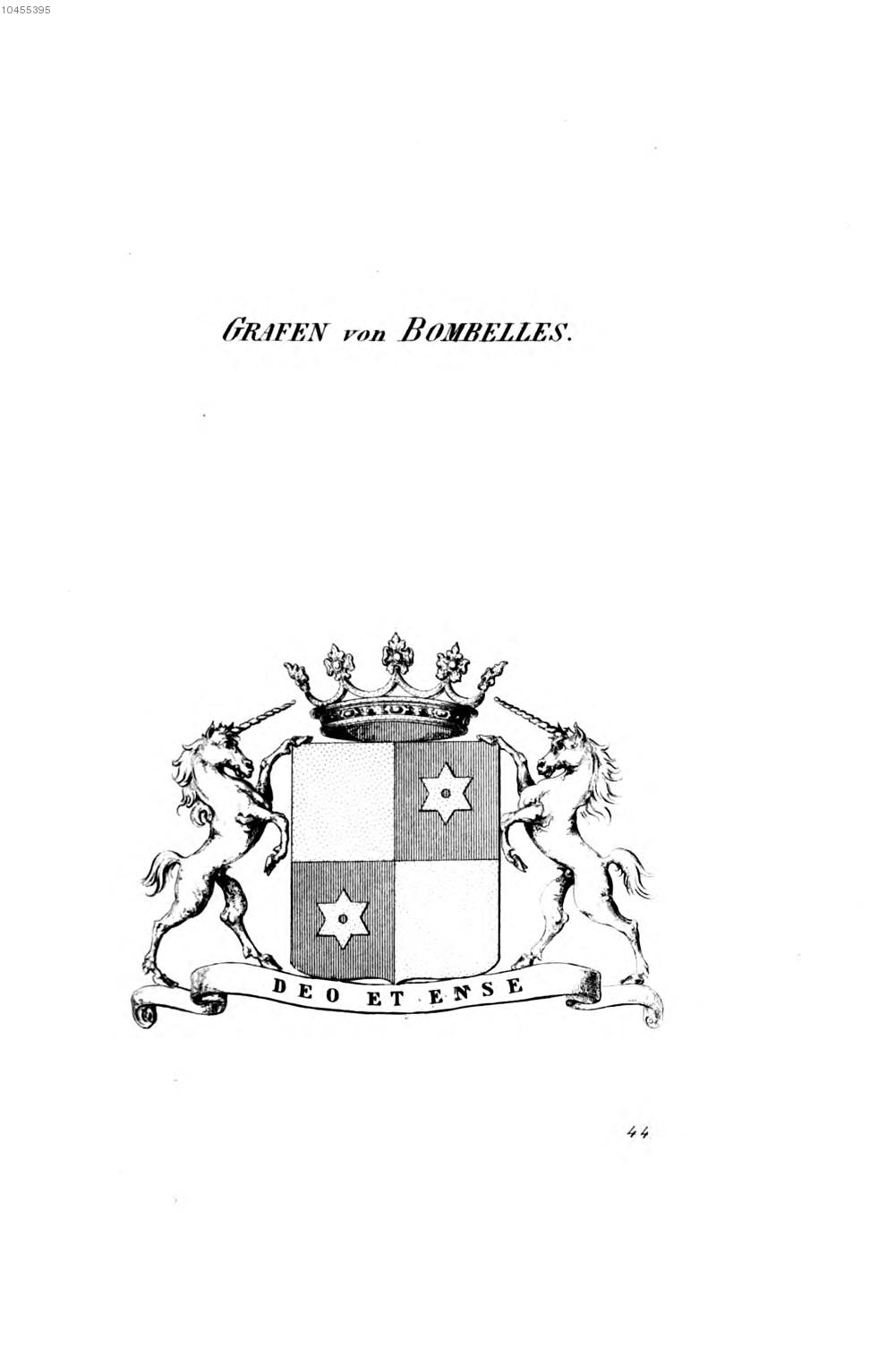
Erb rodu Bombellesů

Pocházel ze staré francouzské šlechtické rodiny, která po Velké francouzské revoluci emigrovala do Rakouska. Byl mladším synem diplomata hraběte Heinricha Franze Bombellese (1789–1850) a jeho manželky Sophie, rozené Fraserové (1804–1884), po matce byl vnukem britského generála Sira Henryho Davida Frasera (1762–1810) v portugalských službách. Karl se narodil v Turíně, kde byl tehdy jeho otec rakouským vyslancem, kmotrem byl sardinský král Karel Albert. Protože otec byl od roku 1836 vychovatelem synů arcivévody Františka Karla, strávil větší část dětství ve společnosti budoucího císaře Františka Josefa a jeho mladších bratrů.
V roce 1849 vstoupil do armády a jako poručík husarského pluku č. 1 se zúčastnil bojů proti uherským povstalcům. V roce 1851 přešel k námořní pěchotě a v roce 1854 byl povýšen na praporčíka. Od roku 1856 působil jako pobočník arcivévody Maxmiliána, který byl tehdy vrchním velitelem námořnictva. V roce 1860 byl Bombelles povýšen na korvetního kapitána a v letech 1864–1867 se po boku arcivévody Maxmiliána zúčastnil výpravy do Mexika. Po Maxmiliánově popravě se vrátil do Rakouska a v roce 1869 byl povýšen do hodnosti fregatní kapitán. V letech 1872–1877 zastával funkci prvního komorníka arcivévody Františka Karla.

### Nejvyšší hofmistr korunního prince Rudolfa
V letech 1877–1889 byl dlouholetým nejvyšším hofmistrem korunního prince Rudolfa. Podle některých zdrojů byl do funkce jmenován na Rudolfovu vlastní žádost, jiné prameny uvádějí, že Rudolf naopak proti Bombellesovi protestoval. Podle mínění současníků to nebyla dobrá volba, protože Bombelles byl vnímán jako světoběžník a bonviván, nikoli však jako osoba vhodná pro dohled nad domácností dospívajícího následníka trůnu. Zatímco předchozí Rudolfův vychovatel generál Latour věnoval péči především jeho vzdělání, Bombelles směřoval život korunního prince především k nejrůznějším formám zábavy včetně diskrétního přísunu milenek. Díky Bombellesovi se Rudolf nicméně stal výborným jezdcem a vypěstoval si lásku k přírodě. Během Rudolfovy vojenské služby s ním Bombelles pobýval mimo jiné v Praze a později s ním absolvoval také řadu cest do zahraničí. Jako nejvyšší hofmistr korunního prince nadále postupoval v hodnostech u námořnictva, i když na moři již aktivně nesloužil. K datu 1. května 1879 byl povýšen do hodnosti kontradmirála a nakonec dosáhl hodnosti viceadmirála (1. listopadu 1888).
Byla mu přičítána zodpovědnost za tragédii v Mayerlingu, kde princ Rudolf 30. ledna 1889 spáchal sebevraždu. Současníci se oprávněně domnívali, že Bombelles musel vědět o Rudolfových stupňujících se psychických problémech, ale buď je přehlížel nebo záměrně neinformoval následníkovu nejbližší rodinu. Po Rudolfově smrti byl okamžitě vykázán z Vídně, odvolán ze všech funkcí a penzionován i v námořnictvu (k datu 1. března 1889). Zcela ztratil důvěru císaře Františka Josefa a císařovny Alžběty, nevoli mu dávala najevo i Rudolfova manželka Štěpánka Belgická. Po této veřejné potupě byl Bombelles vystaven značnému nervovému vypětí a zemřel již o několik měsíců později ve věku nedožitých 57 let.

## Tituly a ocenění
Jako příslušník starého šlechtického rodu byl v roce 1858 jmenován c. k. komořím, ve funkci nejvyššího hofmistra korunního prince obdržel v roce 1877 titul c. k. tajného rady s nárokem na oslovení Excelence. V roce 1880 získal spolu s bratrem Markusem hraběcí titul platný pro Uherské království a stal se členem uherské Sněmovny magnátů. Byl nositelem vysokých státních vyznamenání v Rakousku-Uhersku, díky dlouholeté službě u tří arcivévodů získal také řadu ocenění v zahraničí. Byl také čestným rytířem Maltézského řádu.

### Rakousko-Uhersko
- rytířský kříž Leopoldova řádu (1864)
- Řád železné koruny II. třídy (1867)

### Zahraničí
- Řád červené orlice I. třídy (Německo)
- velkokříž Řádu italské koruny (Itálie)
- Řád Medžidie I. třídy (Osmanská říše)
- Řád Osmanie I. třídy (Osmanská říše)
- velkokříž Řádu Karla III. (Španělsko)
- velkokříž Řádu Leopolda (Belgie)
- velkokříž Řádu rumunské hvězdy (Rumunsko)
- velkokříž Řádu Spasitele (Řecko)
- velkokříž Řádu Takova (Srbsko)
- velkokříž Řádu bílého orla (Srbsko)
- velkokříž Řádu knížete Danila I. (Černá Hora)
- velkokříž Řádu Albrechtova (Sasko)
- komandér Císařského řádu Guadalupe (Mexiko)
- komandér Řádu svatého Řehoře Velikého (Papežský stát)
- komandér Řádu věže a meče (Portugalsko)

## Rodina
Karl von Bombelles byl svobodný a bezdětný. Jeho starší bratr Markus (1830–1906) vyženil s hraběnkou Ferdinandinou Draškovićovou majetek v Chorvatsku, kde pak další potomci sídlili do roku 1945. Mladší sestra Luisa (1836–1921) byla manželkou poslance říšské rady hraběte Richarda Clam-Martinice (1832–1891), nejmladší ze sourozenců byla Sophie (1843–1928), provdaná za pozdějšího hornorakouského místodržitele barona Viktora Puthona (1842–1919).